# Eduardo Chaktoura
Eduardo Chaktoura (Buenos Aires, 29 de junio de 1971 - ibídem, 7 de marzo de 2015) fue un psicólogo, escritor y periodista argentino.

## Carrera
Chaktoura egresó siendo muy joven de la Universidad de Palermo con el título oficial de psicólogo. Después estudió periodismo en la Universidad del Salvador.
Posteriormente fue llevado a la pequeña pantalla y a la radio, donde se desempeñó como columnista de programas de entretenimientos y políticos. En los medios, comenzó trabajando como productor periodístico en Artear y luego en el canal América. 
Produjo el programa Va por los pibes (para recolección de ayudas caritativas para los niños más pobres).
Trabajó en radio Mitre (AM 790) junto a Jorge Lanata en el programa Lanata sin filtro. Junto a Mariana Fabbiani participó del ciclo El diario de Mariana por Canal 13.
Fue también coordinador general en la gerencia de noticias, productor general y productor ejecutivo en América (estuvo en Intrusos en la noche conducido por Jorge Rial), y fue productor periodístico en los comienzos del canal TN (Buenos Aires).
Como escritor hizo varios libros relacionados con su otra vocación, la psicología, entre ellas: 30/40 La gran oportunidad, Diccionario emocional, ¿Qué ves cuando te ves? (Manual de autoestima) y el libro periodístico El siglo pasado (1999), junto a Paola Estomba y Damián Nabot.
Fue docente en la Universidad de Palermo, columnista en el diario La Nación y director del programa de «entrenamiento emocional» GYMPSI.
Como terapeuta se dedicó a la clínica individual, ha coordinado grupos de «entrenamiento emocional» y talleres de reflexión ―entre ellos, los «talleres de autoestima» que dieron origen a su libro ¿Qué ves cuando te ves? (Manual de autoestima)―. Trabajó como asesor de empresas.
Presentó conferencias de psicología en todo el país y en el exterior ―por ejemplo, en Miami (Estados Unidos)―.

## Fallecimiento
Murió sorpresivamente la tarde del sábado 7 de marzo de 2015, víctima de un infarto agudo de miocardio. Tuvo un primer episodio cardíaco pasado el mediodía, en la casa de su exmujer Alejandra, en el lugar estaban, además de su exesposa, su hija Mia y las hijas de su expareja, Macarena y Valentina, y su ex suegra. El episodio tuvo lugar poco después de haber almorzado con su familia. Camino al hospital, en la ambulancia, sufrió un paro cardíaco y los médicos que lo asistían no pudieron salvarlo.